# Guido Calvi (fotografo)
Guido Calvi (Parma, 16 febbraio 1827 – San Martino Sinzano, 29 luglio 1906) è stato un fotografo italiano.

## Biografia
Figlio di Gaetano dei conti Calvi di Coenzo e della marchesa Giuseppa Bergonzi-Pallavicino, il conte Guido Calvi è stato uno dei pionieri della fotografia a Parma. Dopo essersi laureato in giurisprudenza a Parma, nel 1855 pubblicò su La Palestra (giornale di scienze, lettere e arti) una serie di articoli di carattere tecnico sulla fotografia, arte in quegli anni ai primordi: Nozioni generali sulla fotografia e sulla sua influenza sulle arti e sulle scienze, Fotografia sulla lastra metallica o Daguerrotipia, Fotografia sulla carta o Talbotipia.
Nel 1859 aprì uno studio fotografico e si mise in contatto con Guido Carmignani, in quegli anni a Parigi, chiedendogli di fargli avere delle nuove lastre fotografiche, probabilmente  quelle al collodio messe a punto da Frederick Scott Archer nel 1851. Si recò comunque egli stesso nella capitale francese, vi rimase circa un anno e tornò a Parma con una nuovissima fotocamera da studio, corredata dei migliori obiettivi dell'epoca, e un'altra piccola fotocamera, che portava il marchio di Charles Louis Chevalier.
A Parma il suo studio ebbe subito un grande successo, tanto che la duchessa Luisa Maria cercò più volte di ottenere un ritratto, vedendosi però opporre "l'intrasportabilità delle attrezzature". La ragione della non disponibilità è da ricercare probabilmente nelle idee liberali di Calvi. Ardente patriota, una risposta poco ortodossa al duca Carlo III gli costò alcuni giorni di carcere. Fu amico di diversi artisti, in particolare del pittore Francesco Scaramuzza.
Nel 1857 si sposò con la contessa Clotilde Calleri di Sala, che gli diede nove figli. Nel 1865 venne nominato dal re Vittorio Emanuele II impiegato dell'Ordine Costantiniano di San Giorgio, con funzioni vicarie dell'intendente marchese Ercole Bergonzi Pallavicino. L'anno successivo diede una svolta alla sua vita: cedette lo studio fotografico di borgo della Macina alla ditta «Vernizzi & Rusca» e da allora si dedicò solamente ai compiti amministrativi. Sotto la sua direzione l'Ordine Costantiniano di San Giorgio venne definito un gioiello di amministrazione.
Attento amministratore delle sue terre e noto per generosità, morì nella sua villa di San Martino Sinzano nei pressi di Parma, dove era stato anche consigliere comunale.